# Иные боги
«Ины́е бо́ги» или «Други́е бо́ги» (англ. The Other Gods) — рассказ американского писателя Говарда Филлипса Лавкрафта, написанный в августе 1921 года и впервые опубликованный в ноябре 1933 года в журнале «Fantasy Fan». Рассказ входит в «Цикл Снов». Стиль рассказа похож на былины или эпические предания об иных мирах.

## Сюжет
События разворачиваются в Стране снов, где люди слагают легенды о Богах земли, обитающих на горах Хатег-кла и Неведомом Кадате. Раньше боги жили и на других горах, но вынуждены были покинуть их после прихода человека. Иногда Боги вновь посещают другие горы и исполняют там танец памяти. Ушедшие в горы люди часто не возвращаются.    
В городе Ултар живет Барзаи Мудрый, который хочет увидеть Богов земли; он изучил «Пнакотические рукописи» и «Семь загадочных книг Хсана» (англ. Seven cryptical books of Hsan), и поверил, что знание тайн богов защитит его от их гнева. Барзаи решает в ночь лунного затмения отправиться на окутанную туманом гору Хатег-Кла. Барзаи отправляется в путь со своим учеником Аталем. Сидя у костра на ночных привалах, они постоянно говорят о Богах земли. На тринадцатый день они достигают Хатег-Кла и начинают восхождение, пробираясь сквозь снег при помощи посохов и топоров. Через четыре дня они поднимаются выше крыши мира (англ. Roof of the world) и разбивают лагерь на тихой вершине (англ. Silent pinnacle) - они перепрыгивают ущелье и бездну, чтобы достигнуть самого пика. В полнолуние гору окружил щит из плотных облаков, а в небе появился водоворот туманных паров. Атал теряет Барзая из виду.      

Барзаи кричит, что познал голос богов, их танец, тайны, и стал более велик, чем они... Атал же ничего не слышал и не видел. Законы земли перестают действовать: едва Атал ступает на утес, как он скользит вверх по выпуклой поверхности. Барзаи с ужасом кричит во тьме, словно во Флегетоне, поскольку вместо Богов земли он увидел Других богов.
Луна темна, и боги танцуют в ночи; и ужас разлит по небу, ибо на луну опустилось затмение, которое не предрекала ни одна из человеческих книг или книг Богов земли... Ледяные склоны бесконечно вздымаются в чёрные небеса, куда поднимаюсь и я... Хей! Хей! Наконец-то! В тусклом свете я увижу Богов земли! 

Это другие боги! Это боги Внеземного ада, что стерегут слабых Богов земли! О, мщение бесконечных бездн... О, эта проклятая, эта дьявольская пропасть... Милосердные Боги земли, я падаю в небеса!
Удар грома будит жителей Нира, Хатега и Ултара и они видят никем не предсказанное затмение Луны. Атал приходит в себя у подножья Хатег-Кла. Барзаи исчез. На горе появился гигантский символ, который высек чей-то титанический резец. Этот символ изображен в таинственных частях «Пнакотических рукописей», слишком древних, чтобы можно было их прочитать.

## Персонажи

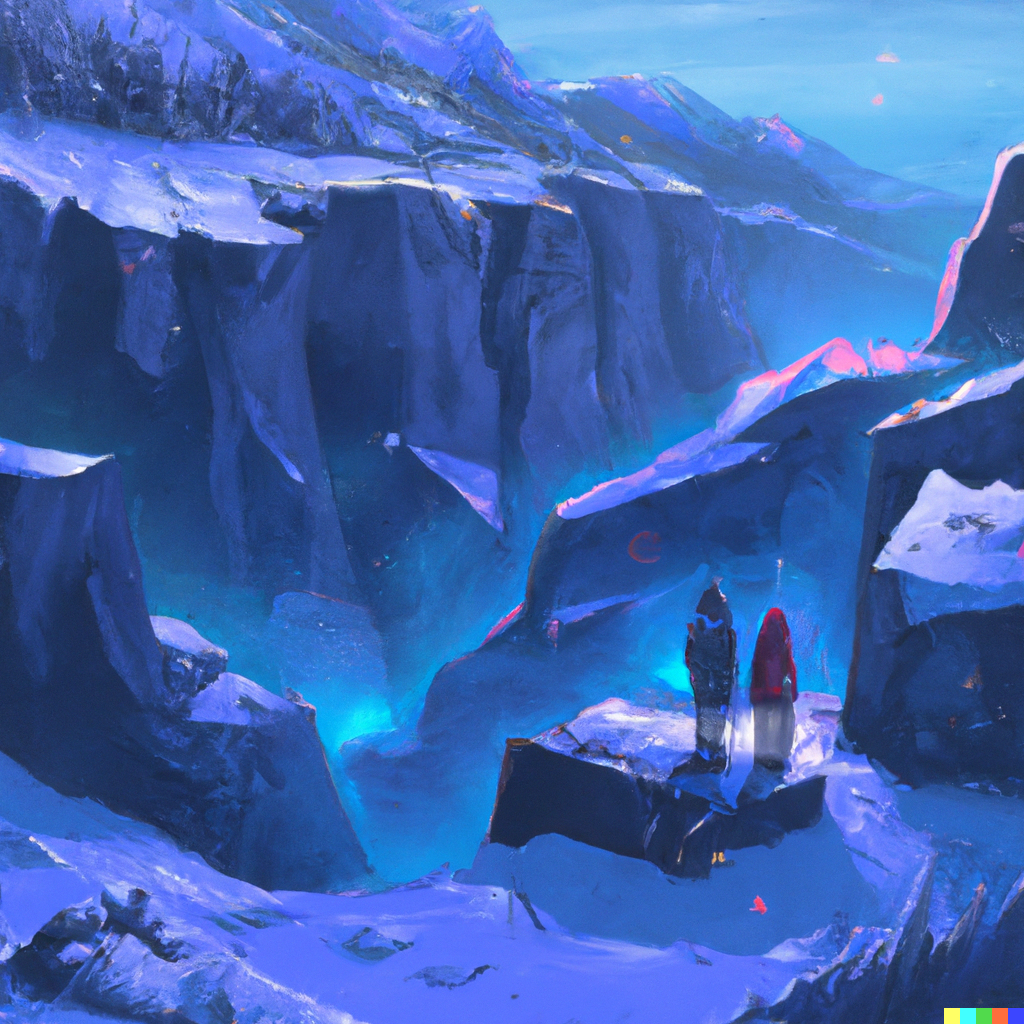
Барзаи и Атал. Автор Делл И

- Барзаи «Мудрый» (англ. Barzai the Wise) — старый мудрец, первосвященник Богов земли в Ултаре, учитель Атала. Изучал тайные книги, среди которых «Пнакотические рукописи» и «Семь загадочных книг Хсана» (либо «Книги Земли»). Отец Барзая владел старинным замком и скептически относился к суевериям простых людей. Бараи посоветовал жителям Ултара принять закон, запрещающий убийство кошек, и поведал о том, куда уходят кошки в полночь накануне праздника Святого Иоанна (англ. St. John’s Eve). Барзаи знал о богах так много, что его самого стали считать полубогом. После встречи с богами его восприятие окружающей действительности можно описать словом "кажется", нежели "увидел". Барзаи упоминается в повести «Сомнамбулический поиск неведомого Кадата».
- Атал (англ. Atal) — смелый, решительный, избирательный человек, который служил богам. Сын хозяина гостиницы в городе Ультар. В молодости стал священником и учеником Барзая Мудрого. Появляется в «Кошки Ултара» и повести «Сомнамбулический поиск неведомого Кадата».
- Сансу (англ. Sansu) — мудрец, чья пугающая судьба описана в «Пнакотических рукописях». Первым в истории взошел на гору Хатхег-Кла, когда мир был ещё юный, но не обнаружил «ничего, кроме бессловесного льда и камня». Вторым поднялся Барзаи. В повести «Сомнамбулический поиск неведомого Кадата» сновидец Рэндольф Картер стал третьим, кто взошел на Кадат.
- Боги земли (англ. Gods of earth) — Великие или Древние боги в Стране снов, им подвластны стихии, они вызывают дождь и насылают ветра.

## Вдохновение

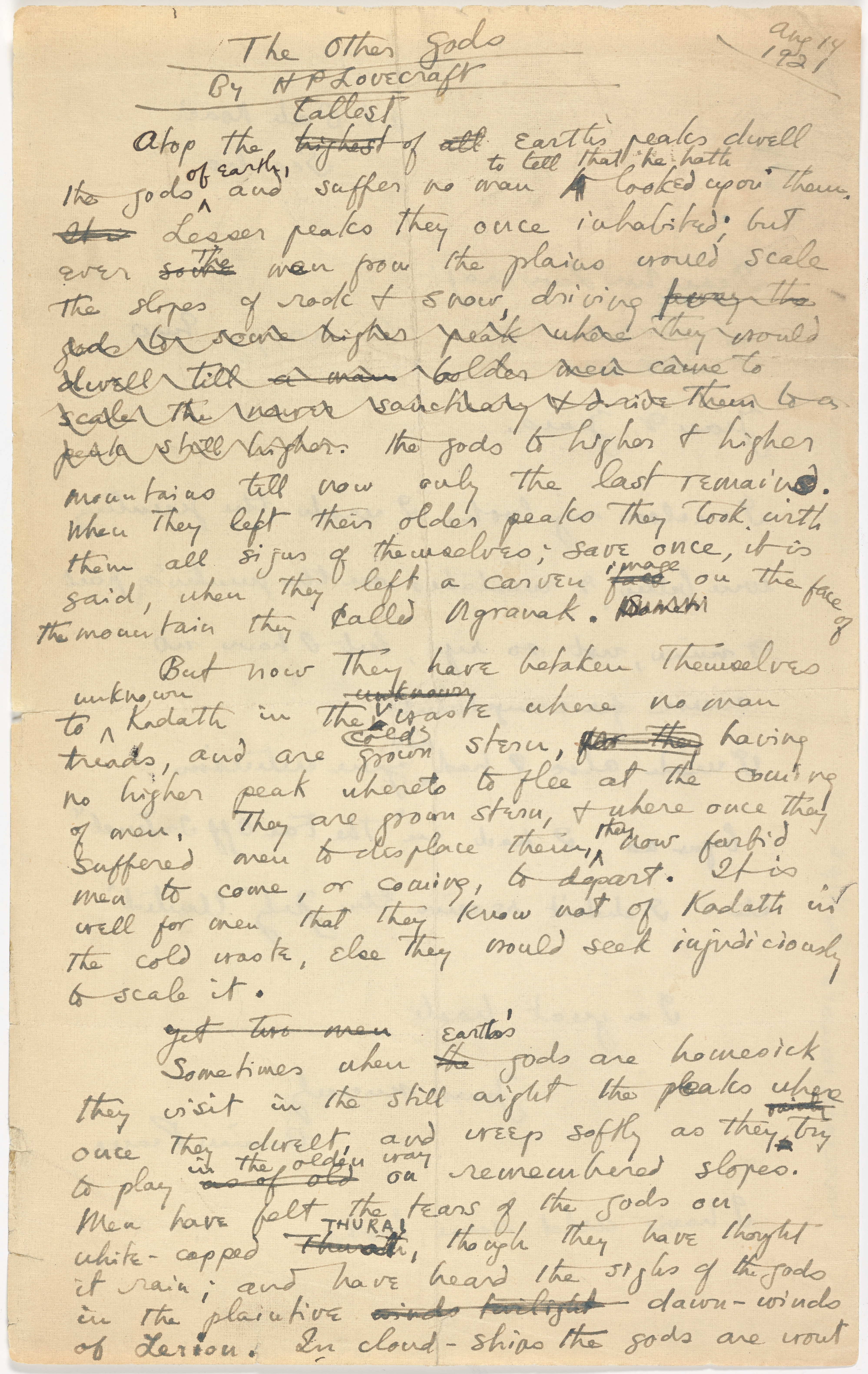
Черновик Лавкрафта

Рассказ написан под влиянием мифологического стиля лорда Дансени и похож на «Восстание домашних богов» из его сборника «Боги Пеганы» (1905).
С. Т. Джоши, исследователь творчества Лавкрафта, указывает на связь с рассказом «Полярная звезда», где действия происходят в далёком прошлом Земли, на земле Ломар, и утверждает, что и «эта Сказка происходит в доисторическую эпоху». В обоих рассказах упоминаются «Пнакотические рукописи», которые хранятся в храме Старших в городе Ултар. Другие их копии более не упоминаются в произведениях Лавкрафта. Позже в повести «За гранью времён» Лавкрафт напишет, что «Пнакотические рукописи» создали пришельцы в древности, задолго до появления человека.  
В мифологии Древнего Египта существует «Великая Книга Земли», которая описывает небесную клипсидру и Предвечного Бога, который породил всех остальных богов. Центральные божества в Книге земли: Осирис, Ра, Ба и бог земли Акер. Также представлены: Анубис, Нун, Хепри, Тот, Исида, Нефтида, Око гора, Апеп, Шу, Тефнут, Хаос и Неизвестный бог. Книга Земли состоит из двух половин: первая содержит сцены наказания, а вторая описывает солнечный диск, бога Солнца, путешествие Ра в Подземный мир и «его выход на свет». В «Книге мёртвых» есть главы «о выходе к свету дня» — в точности такая фраза есть и в рассказе. В литературе Древнего Египта и Древнегреческой литературе божества посещают горы, что служат им проходом меж мирами. Боги обитают также в туманности космоса — согласно космогонии Древнего Египта.  
В финале Барзаи упоминает Флегетон из Загробного мира.   
В повести «Ватек» упоминается защитный талисман Земли.   

## Запретные книги
«Семь загадочных книг Хсана»   
«Пнакотические рукописи»

## «Цикл снов»

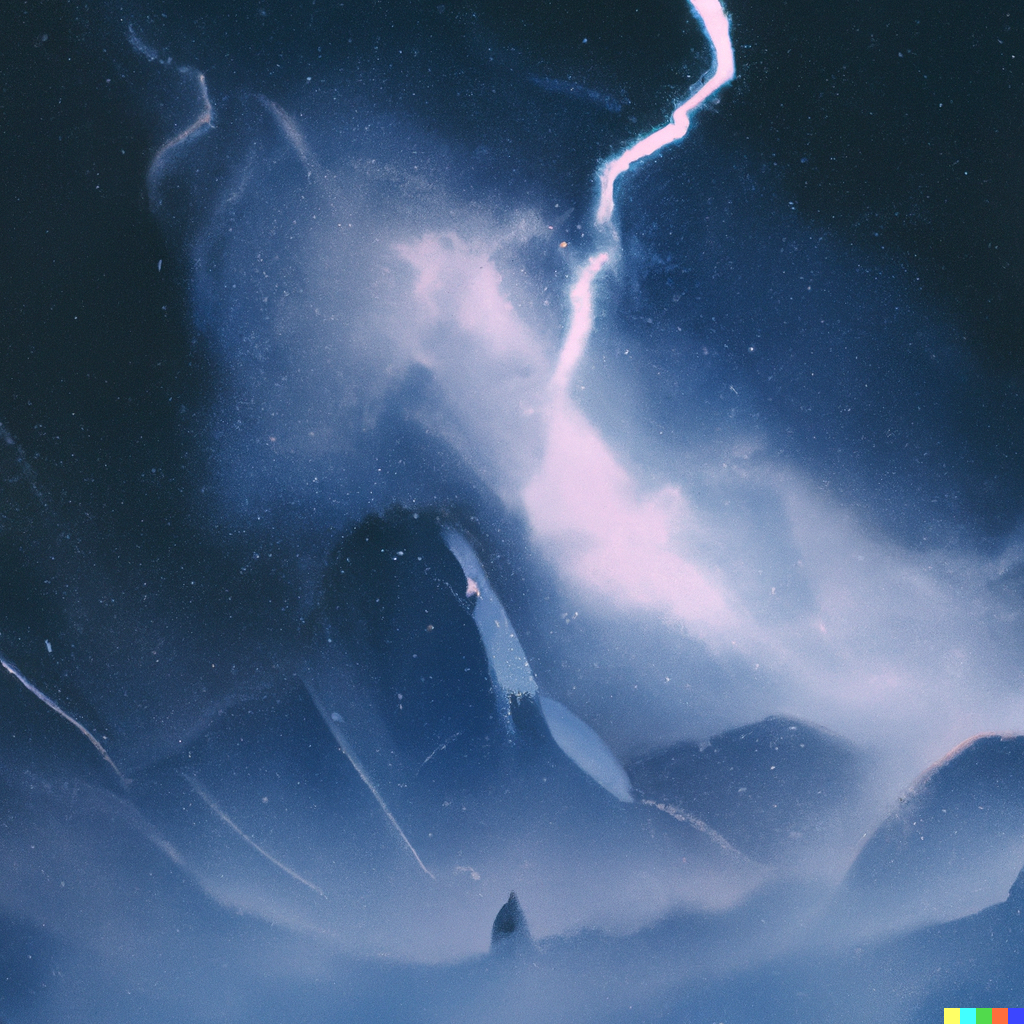
Хатег-Кла. Автор Делл И

Лавкрафт изначально описывал мифических существ и небесных божеств (Великих Древних), которые правят в Стране снов. При этом не ясно, как эти божества разграничиваются между собой и встречаются ли аналогичные им в земной религии.  В рассказе появляются названия «Иные боги» или «слабые боги Земли» (позже встречается в повести «Сомнамбулический поиск неведомого Кадата»). Вероятно, эти божества даже не похожи на разумных существ; они проявляют потустороннюю природу, и им подвластны силы стихии. Однако они находятся под защитой других «Иных богов», особенно, Ньярлатотепа.         
Ранее название Древние боги появляется в рассказе «Карающий Рок над Сарнатом», но в этом рассказе нет их описания. В рассказе «Ньярлатхотеп» происходит Конец света, когда мир переходит от «Известных богов» к «Неизвестным богам», а в финале появляются «Изначальные боги». Лавкрафт посвящает тематике Великих Древних повесть «Сомнамбулический поиск неведомого Кадата», в котором сказано, что все мифы о богах — лишь выдумки и предания, а истинная природа Древних богов непостижима ни для людей, ни для жителей Страны снов.        
Существует версия, что Барзаи тоже встретил Ньярлатхотепа на Хатег-Кла, поскольку он слышал «сардонический» смех. В повести «Сомнамбулический поиск...» Ньярлатхотеп на Кадате «сардонически» говорит Картеру, что встретил Барзаи на вершине Хатег-Кла, чье высокомерие привлекло внимание богов, и «они сделали то, что и ожидалось». Хотя, известно, что Ньярлатхотеп всегда обманывает людей. Барзаи успел напоследок сказать, что видел мщение бездн в небе — что указывает на Азатота.    
Боги Земли высекли на скале титанический символ, сделанный по их образу и подобию. В повести  «Сомнамбулический поиск неведомого Кадата» сказано, что символ несёт в себе знаки принадлежности к истинному роду богов — на нем изображен человек с Восточными чертами лиц.    

## География
- Ултар (англ. Ulthar) — город за рекой Скай (англ. Skai). Его окружают многие окрестные деревни: Нир и Хатег, где мудрецы рассказывают легенды о Кадате. Был представлен в рассказе «Кошки Ултара».

- Кадат в холодной пустыне (англ. Kadath in the cold waste) — самая высокая, скалистая, заснеженная гора в Стране снов, куда не ступала нога человека. Кадат упоминается в произведениях: «Хребты безумия», «Курган», «Пришелец из космоса», «Загадочный дом на туманном утёсе», «Данвичский ужас» и «Сомнамбулический поиск неведомого Кадата». В рассказе «Карающий Рок над Сарнатом» упоминается город Кадатерон, с похожим названием. В «Бодрствующем мире» мудрецы тоже видели Кадат, в разных местах, потому что Кадат ведёт в Иные миры. В повести «Сомнамбулический поиск неведомого Кадата» описано, что Кадат наделен такой сверхъестественной силой, что даже в Стране снов держит мудрецов в забвении и лишь немногие могут увидеть его. Называние горы Кадат похоже на мифические горы и священные горы: Олимп, Садад, Каф, Синай, Кайлас и другие.  Кадат упоминается в: «Загадочный дом на туманном утёсе», «Сомнамбулический поиск неведомого Кадата», «Ужас Данвича», «Хребты Безумия».

- Хатег-Кла (англ. Hatheg-Kla) — высокая скалистая гора, расположенная в сердце каменистой пустыни, что начинается за город Хатег, по имени которого гора и названа. Вздымается подобно каменной статуе в безмолвном храме. Её пик всегда окутан траурным туманом, ведь, туманы являются памятью богов, а боги любили Хатег-Кла больше других своих обиталищ. Боги Земли часто прилетают туда на своих облачных кораблях и окутывают бледной дымкой склоны, чтобы никто не видел, как они исполняют танец памяти на вершине при ярком свете луны. Хатег-Кла находится в тринадцати днях ходьбы от деревни Хатхег. Барзаи и Атал поднялись выше «Крыши мира» и разбили лагерь на «тихой вершине» горы.

- Нгранек (англ. Ngranek) — гора, на которой боги высекли символ, сделанный по их образу и подобию.
- Хатег (англ. Hatheg) — город в сердце каменистой пустыни, в честь которого названа гора Хатег-Кла, что находится по соседству с Ултаром.
- Нир (англ. Nir) — город по соседству Ултар и Хатег.
- Тураи (англ. Thurai) — высокие горы недалеко от Ултара. Однажды люди видели слёзы богов над сияющей белоснежной шапкой Тураи, но приняли их за дождь,

- Лерион (англ. Lerion) — горы не далеко от Ултара. Люди слышали вздохи богов в заунывном вое ветра, что гулял в предрассветных сумерках на Лерионе. В повести «Сомнамбулический поиск неведомого Кадата» Лерион источник реки Скай.
- Ломар (англ. Lomar) — далёкий город на севере, в холодной пустыне, скованный морозами, о котором написано в «Пнакотических рукописях» и «Семи тайных книгах земли». Ломар описан в рассказе «Полярная звезда». В повести «Хребты Безумия» Ломар описан как древний город, что построила раса Старцев.

## Связь с другими произведениями
Древние боги описываются как «Память мира» или «Туман является памятью богов» — подобное сравнение можно встретить в рассказах: «Память», «Забвение», «Белый корабль» и «Загадочный дом на туманном утёсе». 
В рассказе «Склеп» мальчик видел как Дриады танцевали при свете Луны и поклялся Богам рощи, что проникнет в склеп и узнает о тайнах мертвецов.
В повести «Сомнамбулический поиск неведомого Кадата» повторяются многие события из этого рассказа.
В рассказе «Карающий Рок над Сарнатом» впервые упоминаются Древние боги

## Экранизации
В 2006 году режиссёр Питер Родс снял по этому произведению одноимённый мультфильм. Для премьеры на Лавкрафтовском фестивале была выдумана предыстория, что оригинальный фильм снят в 1924 году с личного благословения Лавкрафта, утерян в 1938 году после смерти режиссёра и вновь найден и реставрирован в 2006 году.